# Duplexación por división de frecuencia
Duplexación por división de frecuencia (FDD, por sus siglas en inglés) designa un método de dúplex en el entorno de las telecomunicaciones sin hilo y sobre ciertas redes cableadas. La emisión y la recepción de los datos se hacen simultáneamente sobre dos bandas de frecuencia diferente, por lo que la frecuencia de la señal portadora es diferente según el sentido de transmisión, subida y bajada.

## Ventajas
La principal ventaja de esta técnica de transmisión es que permite emitir y recibir simultáneamente, frente a otras técnicas dúplex como duplexación por división en el tiempo (TDD). Cuanto más simétrico es el volumen de los datos intercambiados  más marcada queda esta ventaja.

## Tecnologías que explotan el método  FDD
Algunas tecnologías que explotan el método FDD son:
- ADSL y VDSL.
- varios protocolos de telefonía móvil: UMTS, CDMA2000 y  LTE (variante FDD).
- DOCSIS sobre redes cableadas.